# Kan Kikuchi
Œuvres principales
Okujō no Kyōjin (屋上の狂人?)
Hiroshi Kikuchi (菊池 寛, Kikuchi Hiroshi, 26 décembre 1888 – 6 mars 1948), connu sous son nom de plume Kan Kikuchi (qui utilise le même kanji que son nom véritable), est un écrivain et dramaturge japonais né à Takamatsu, préfecture de Kagawa au Japon. Il fonde la maison d'édition Bungeishunjū, le magazine mensuel éponyme, l'association des écrivains japonais et les prix littéraires Akutagawa (financement semi-annuel de l'Association pour la littérature japonaise accordée à de jeunes écrivains peu connus) et Naoki en 1935.
Ses premières pièces attirent d'abord peu d'attention. Après que sa nouvelle autobiographique Mumeisakka no nikki (1918) et le récit Onshū no kanata ni (1919) sont parus, il figure temporairement à côté de Ryūnosuke Akutagawa en tant que principal représentant du néo-réalisme. À partir de 1920, il se tourne davantage vers le roman de divertissement et devient rédacteur de mode de son temps.
Il était également à la tête de la société Daiei Motion Picture (actuelle Kadokawa Herald Pictures) et un joueur passionné de mahjong.

## Liste des œuvres traduites en français
- 1921 : Le Double suicide de Shimabara, dans Neuf nouvelles japonaises, nouvelle traduite par Serge Elisséev, G. Van Oest, 1924 (rééditions Le Calligraphe-Picquier, 1984 et Editions Philippe Picquier, 2000).
- 1935 : La Littérature japonaise contemporaine, dans France-Japon n°15 (p. 27-28), article, janvier-février 1936.
- ? : Mariage d'amour, dans France-Japon n°16 (p. 55-57), nouvelle traduite du japonais par Julien Vocance, mars-avril 1936.

Les écrits publiés de Kan Kikuchi comptent 512 ouvrages en 683 publications en 7 langues.

## Source
Asai Kiyoshi. (1994). Kikuchi Kan (菊池寬)Tokyo: Shinchōsha.  (ISBN 4106206439 et 9784106206436); OCLC 31486196

## Source de la traduction
- (de)/(en) Cet article est partiellement ou en totalité issu des articles intitulés en allemand « Kikuchi Kan » (voir la liste des auteurs) et en anglais « Kan Kikuchi » (voir la liste des auteurs).

- Ressource relative à la bande dessinée :   - BD Gest'
- Ressource relative à la musique :   - MusicBrainz
- Ressource relative à l'audiovisuel :   - IMDb
- Notices dans des dictionnaires ou encyclopédies généralistes :   - Britannica
  - Brockhaus
  - Hrvatska Enciklopedija
  - Internetowa encyklopedia PWN
  - Proleksis enciklopedija
- Notices d'autorité :   - VIAF
  - ISNI
  - BnF (données)
  - IdRef
  - LCCN
  - GND
  - Italie
  - Japon
  - CiNii
  - Belgique
  - Pays-Bas
  - Pologne
  - Israël
  - NUKAT
  - Australie
  - Tchéquie
  - Portugal
  - Corée du Sud
  - WorldCat